# 安商守
安商守（韓語：안상수，1946年2月9日—）是韩国一位政治家，他曾担任大国家党的党代表。 2014年至2018年期间，他担任昌原市市长。
由於名字的韓文以及出生年份、就讀大學、所屬政黨都相同，安商守經常會與另一位保守派政治家安相洙弄混。

## 生平
1985年3月起在首尔地方检察厅工作，1987年1月，大学生朴锺哲被酷刑拷问致死，安商守参与了案件调查工作，揭开了事件真相。事后，他辞去了检察官的工作，积极参与人权问题与市民运动。
1996年4月在第15届国会选举中，得到金泳三领导的执政党新韩国党的推荐，参加義王市、果川市选区选举，并成功当选。此后在第16、17、18届国会选举中连续当选。